# WLIB AM: King of the Wigflip
WLIB AM: King of the Wigflip è l'album di debutto del rapper statunitense Madlib, pubblicato nel 2008.
Metacritic gli assegna un punteggio di 72/100, basato su 13 recensioni.
| Recensione    | Giudizio |
| ------------- | -------- |
| AllMusic      | [ 1 ]    |
| The A.V. Club | B+       |
| Pitchfork     | [ 4 ]    |
| PopMatters    | [ 5 ]    |
| Spin          | [ 2 ]    |
| Q             | [ 2 ]    |

## Tracce
Musiche di Madlib, Karriem Riggins (traccia 10).
1. The New Resident (featuring The Beat Konducta) – 1:33
2. Blow the Horns on 'Em (featuring Guilty Simpson) – 2:32
3. The Plan Pt. 1 (featuring Georgia Anne Muldrow) – 2:37
4. Tension (featuring The Beat Konducta) – 1:32
5. Gamble on Ya Boy (featuring Defari) – 4:37
6. The Ox (805) (featuring MED & Poke) – 2:57
7. All Virtue (featuring The Beat Konducta) – 1:49
8. Blindfold Test #10 (He Don't Play) (featuring J Rocc) – 3:54
9. The Thang-Thang (featuring Prince Po) – 3:03
10. Heat (featuring Madlib) – 3:57
11. Smoke Break (featuring The Beat Konducta) – 1:58
12. The Plan (Reprise) (featuring The Beat Konducta) – 0:39
13. Life (featuring Karriem Riggins) – 1:32
14. Parklight (featuring The Beat Konducta) – 1:44
15. Yo Yo Affair Pt. 1 & 2 (featuring Frezna) – 4:01
16. I Want It Back (featuring The Professionals) – 2:54
17. Disco Dance (featuring The Beat Konducta) – 1:51
18. What It Do (featuring Liberation) – 3:36
19. Take That Money (featuring Roc C & Oh No) – 3:55
20. Drinks Up! (featuring Frank n Dank) – 2:48
21. The Way That I Live (featuring Stacy Epps) – 4:10
22. Ratrace (featuring Murs) – 2:05
23. Go! (featuring Guilty Simpson) – 3:07
24. Stop (featuring The Beat Konducta) – 1:10

## Classifiche
| Classifica (2008)     | Posizione massima |
| --------------------- | ----------------- |
| US Heatseekers Albums | 9                 |